# Бјоргер Орлигсон
Бјоргер Орлигсон (1952) је председник Уставног суда Исланда од 1. јануара 2017. За судију овог суда је именован 1. септембра 2011. године. Мандат на челу суда му истиче 2021. године. Средњу школу је завршио 1973. у Рејкјавику, а Правни факултет Универзитета Исланда 1978. године. Магистрирао је међународно право на Харварду. Радио је у неколико судова у Рејкјавику и био је градоначелник Рејкјавика и професор на Универзитету Исланда. Од 1999. до 2003. године је радио у Министарству индустрије и трговине Исланда, а потом је до 2011. био судија у Суду ЕФТЕ у Луксембургу.
Поред правних послова, Бјоргер је радио и у областима трговине и информатике.
Крајем 90-их година је био на челу Правног факултета Универзитета Исланда и члан Универзитетског савета.